# Colț Alb
Colț Alb sau Supusul Zeilor (titlu originar în engleză White Fang) este un roman de aventuri scris în 1906 de scriitorul american Jack London. Narațiunea urmărește viața lupului Colț Alb de la nașterea sa din apropierea unui sat indian până la mutarea sa în San Francisco și nașterea propriilor săi pui. Aventurile care îi modelează felul de a fi încep în tabăra indienilor de pe fluviul Mackenzie. Este salvat de Weedon Scott, care îi va arăta ce este blândețea și iubirea și împreună cu care va ajunge în California. Povestea datează din anii 1890 și descrie viața lui Colț Alb în teritoriul canadian Yukon.

## Film
| Cartea stă la baza următoarelor filme: - Colț alb (Белый Клык, 1946) - White Fang (1973) - Challenge to White Fang (1974) - White Fang to the Rescue (1974) - White Fang and the Hunter (1975) - White Fang (1991) - White Fang 2: Myth of the White Wolf (1994) | Și a două seriale - The Legend of White Fang (1992) - White Fang (1993) |